# Stotnik (Indija)

Stotnik je častniški vojaški čin Indijske kopenske vojske, ki v sklopu Natovega standarda STANAG 2116 sodi v razred OF-2. Čin je bil neposredno prevzet po istem britanskem činu, pri čemer so zamenjali krono z narodnim grbom Indije in tudi preoblikovali zvezdo.
Nadrejen je činu poročnika in podrejen činu majorja. Enakovreden je činu letalskega poročnika Indijskega vojnega letalstva in činu poročnika poveljnika Indijske vojne mornarice. 
Oznaka čina je sestavljena iz treh zvezd.
Čin stotnika doseže častnik običajno po 4 letih vojaške službe, pri čemer je povprečna starost 26 let.